# Vranovača
Vranovača is een plaats in de gemeente Plitvička Jezera in de Kroatische provincie Lika-Senj. De plaats telt 147 inwoners (2001).